# 比尔·布劳德
威廉·费利克斯·「比爾」·布劳德爵士，KCMG（1964年4月23日—），是一位出生于美国的英国金融家、经济学家和人权护卫者。他是 Hermitage 资本管理公司（Hermitage Capital Management）的首席执行長兼联合创始人，該公司的投資基金曾一度是俄罗斯最大的外国有價證券投资者。1998年，他放弃了美国公民身份，以避免支付与外国投资相关的税款。在俄罗斯做了十年生意之后，布朗德在2005年被拒绝进入俄罗斯，理由是对国家安全的威胁。但他说这是因为他暴露了該國政府的腐败。
2009年，一位名為谢尔盖·马格尼茨基的俄罗斯律师兼审计师在狱中死亡，他曾代表威廉·费利克斯·布劳德的公司，并对与此相关的大规模税务进行了调查，游说美國国会通过《马格尼茨基法案》。这是一部惩罚俄罗斯侵犯人权者的法律，该法案由巴拉克·奥巴马总统于2012年签署成为美國法律。2013年，在对马格尼茨基的死后起诉中，布勞德因税务欺诈在俄罗斯受到缺席审判。他被判有罪，并被判处9年徒刑。国际刑警组织拒绝了俄罗斯关于逮捕布劳德的请求，称这是一起政治案件。2014年，欧洲议会投票通过了对30名俄罗斯人的制裁，他们认为这是马格尼茨基事件的同谋；这是欧洲议会首次采取此类行动。
2017年7月，布劳德向美国参议院司法委员会作证，指控俄罗斯利用华盛顿特区的人员干预2016年美国总统选举。
2017年10月19日，加拿大颁布了自己的《马格尼茨基法》，允许冻结资产，禁止俄罗斯和其他被视为犯有侵犯人权罪的国家的官员，并禁止加拿大公司与严重侵犯人权的外国人打交道。包括爱沙尼亚、立陶宛和英国在内的其他国家也颁布了自己版本的《马格尼茨基法案》。
2017年10月21日，作为逃税罪的一部分，俄罗斯政府试图将布劳德列入国际刑警组织的逮捕名单。在美国国会领导人的抗议之后，他的签证第二天就恢复了。俄罗斯的逮捕令请求于2017年10月26日被国际刑警组织拒绝。在2018年5月访问西班牙期间，布劳德于2018年5月30日被西班牙当局逮捕，申请了俄罗斯国际刑警组织的新逮捕令，并被转移到一个未披露的西班牙警察局。但两小时后，国际刑警组织证实这是一起政治案件。

## 早期生活和教育
威廉·菲利克斯·布劳德出生于伊利诺伊州芝加哥的一个犹太家庭。在轉學到芝加哥大学之前，他就讀博尔德的科罗拉多大学博尔德分校，从那里毕业后获得了经济学学位。1989年，他在斯坦福商学研究生院获得了MBA学位，并进入了金融行业。

## 家庭背景
威廉·布劳德的爷爷是厄尔·白劳德（Earl Russell Browder），1891年出生于堪萨斯州。爷爷是一个共产国际激进分子，从1927年开始在苏联生活了几年，并且在當地娶了一个叫瑞莎·伯克曼的俄籍犹太裔妇女。1931年返回美国后，布劳德成为了美国共产党的领导人，并于1936年和1940年竞选美国总统。第二次世界大战后，厄尔·拉塞尔·布劳德失去了莫斯科的青睐，被美国共产党开除。
爷爷厄尔和他的妻子瑞莎有三个儿子，都是数学家。他们是美国顶尖大学的数学系主任，其中包括威廉的父亲菲利克斯（菲利克斯·布劳德）。菲利克斯是一个数学天才，16岁进入麻省理工学院，两年后获得了学士学位，20岁时，他获得了普林斯顿大学的博士学位。但是在麦卡锡时代，他找不到工作，因为他是前任美国共产党书记的儿子。1950年代，他遭遇了一系列被拒绝的求職。他受到了埃莉诺·罗斯福的支持。这位前第一夫人当时是布兰戴斯大学董事会主席，她克服了董事会中其他不愿聘用他的人。他在布兰戴斯大学获得了一个职位。菲利克斯接著担任芝加哥大学数学系主任，并于1999年成为美国数学学会的主席。
菲利克斯在非线性泛函分析领域非常出名，这是一门应用范围广泛的数学分支，广泛应用于物理学、工程学和金融学等领域。他与普林斯顿大学和贝尔实验室一起建立了一个科学技术中心。1999年，他被比尔·克林顿总统授予美国国家科学奖章，因为他「近年来在非线性功能分析爆炸性增长中的关键作用及其在偏微分方程中的应用」。
威廉（昵称比尔）有一个长兄，汤姆·布劳德，他15岁时进入芝加哥大学，成为一名顶尖的粒子物理学家。

## 职业和公民身份
1998年，比尔·布劳德放弃了美国公民身份，成为英国公民，部分原因是为了避免在外国的投资支付美国税。当时，他在伦敦的波士顿咨询集团（Boston Consulting Group）东欧业务部门工作，并在所罗门兄弟管理俄罗斯自营投资部门。2017年10月，在回答有关放弃美国国籍的决定的问题时，他引用了「法治不良情绪的遗留问题」，因为他的家庭在1950年代遭到美国当局的「恶意迫害」。

### Hermitage 资本管理
布劳德和埃德蒙·萨夫拉于1996年成立了赫米蒂奇资本管理公司（Hermitage Capital Management），目的是在苏联解体后大规模私有化期间在俄罗斯投资2,500万美元的初始种子资本。本尼·斯坦梅茨（Beny Steinmetz）是赫米蒂奇最初的投资者之一。
在1998年的俄罗斯金融危机之后，尽管有大量资金外流，但布劳德仍然致力于赫米蒂奇在俄罗斯投资的最初使命，在俄罗斯天然气巨头——俄罗斯天然气工业股份公司（Gazprom）、大型石油公司苏尔古内夫特加斯（Surgutneftegaz）、拉奥铝业公司（RAO UES）、俄罗斯联邦储蓄银行（Sberbank）、Sidanco、Avisma 和 Volzhanka都有投資。布劳德揭露了这些部分国有企业的管理腐败和企业渎职行为。有人引用他的话说：「如果你不想让所有东西都从你这儿被偷走，你就必须成为股东维权人士。」。
1999年，Avisma 对包括肯尼斯·达特在内的布劳德和其他 Avisma 投资者提起诉讼，指控他们非法将公司资产转入海外账户，然后将资金转移到巴克莱银行的美国账户。2000年，布劳德和他的同案被告与 Avisma 达成和解；他们将 Avisma 的股票作为保密和解协议的一部分出售。
1995年至2006年，赫米蒂奇资本管理公司是俄罗斯最大的外国投资者之一，布劳德通过管理该基金积累了数百万美元。2006年和2007年，他的收入估计为1.25亿至1.5亿英镑。
2013年3月，作为 Hermitage 资本管理公司受托人和经理的汇丰（HSBC）宣布，将结束该基金在俄罗斯的业务。这项判决是在针对布劳德的两个法律案件中作出的：伦敦的一起诽谤案和莫斯科逃税的缺席审判。

### 与俄罗斯政府的冲突
2005年，在俄罗斯经历了十年的商业交易后，布劳德被俄罗斯政府列入黑名单。他被俄罗斯政府列为「对国家安全的威胁」，并被拒绝入境。《经济学人》写道：俄罗斯政府将布劳德列入黑名单，是因为他干预了资金流向「腐败的官僚和他们的商人同谋」。1990年代，俄罗斯西方「投资者」活动的其他专家对俄罗斯政府的评估更加同情，他们引用了布劳德早些时候与 Avisa 达成的和解协议，该协议似乎表明了将资金虹吸到离岸账户的长期习惯。布劳德早些时候曾支持俄罗斯总统普京。
正如《纽约时报》2008年报道的那样，「在今后两年中，他的几名同事和律师以及他们的亲属成为犯罪的受害者，包括在收集文件期间遭受的毒打和抢劫」。2007年6月，数十名警官突然闯入赫米蒂奇莫斯科办公室及其律师事务所，没收了文件和电脑。当公司的一名成员抗议搜查是非法的时候，他被警察殴打，住院两个星期。该公司负责人Jamison r. Firestone说：「赫米蒂奇成为俄罗斯所谓的企业掠夺的受害者，在腐败的执法官员和法官的帮助下扣押公司和其他资产」。三家Hermitage控股公司被查封，因为该公司的律师坚持认为这些指控是虚假的。
据称，2007年6月的突袭行动使腐败的执法人员能够窃取三家Hermitage控股公司的公司注册文件。据称，2006年，这些公司向俄罗斯政府支付了2.3亿美元的税款，据称他们犯下了欺诈行为。2008年11月，赫米蒂奇的一名审计舍尔盖·马格尼茨基被捕。他被指控犯有他正在调查的逃税罪。马格尼茨基于2009年11月16日在监狱中死亡，经过11个月的审前拘留，几乎是法律允许的极限。一份与《华尔街日报》有关的报告称，他死于由于治疗不当而导致的疾病。马萨诸塞州剑桥市人权医生的一份报告也是这样说的。
由于有关他被捕的争议以及有关虐待的证据，他的死引起了国际社会的关注和愤怒。 马格尼茨基之死是美国国会通过《马格尼茨基法案》的催化剂，该法案由巴拉克·奥巴马总统于2012年12月14日签署成为法律。该法直接针对参与马格尼茨基事件的个人，禁止他们进入美国，并禁止他们使用其银行系统。俄罗斯政府采取报复措施，禁止美国公民收养俄罗斯儿童，并禁止某些个人进入俄罗斯。
2013年2月，俄罗斯官员宣布，布劳德和马格尼茨基将因逃避1,680万美元的税收而受到审判。2013年3月，俄罗斯当局宣布，他们将调查赫米蒂奇收购价值7,000万美元的俄罗斯天然气工业股份。调查的重点是：当赫米蒂奇利用在 Kalmykia 地区注册的俄罗斯公司购买股票时，布劳德是否违反了任何俄罗斯法律。欧洲委员会法律事务和人权委员会的一项调查澄清了布劳德对当时出现的不当行为的指控。当时，根据俄罗斯法律，外国人不得直接持有俄罗斯天然气工业股份公司的股份。布劳德还被指控试图获取俄罗斯天然气工业股份公司的财务报告。
布劳德承认曾试图影响俄罗斯天然气工业股份公司，但否认存在任何不当行为。他表示，购买俄罗斯天然气工业股份公司股票是对俄罗斯经济的一种投资，而影响俄罗斯天然气工业股份公司管理层的愿望，是因为有必要揭露「该公司正在发生的巨大欺诈」。他还表示，当时其他外国投资者实行了利用俄罗斯注册的子公司享有税收优惠的计划并不违法。他还说，他认为这次审判是对美国通过《马格尼茨基法案》的回应，该法案将参与马格尼茨基死亡的俄罗斯官员列入黑名单，阻止他们进入美国。英国《金融时报》报道称，这是俄罗斯历史上首次包括一名死去的被告。
国际特赦组织将此次审判形容为「俄罗斯日益恶化的人权记录中的一个全新篇章」，以及「试图转移人们对那些犯下马格尼茨基所犯罪行的人的注意力的险恶企图」。2012年12月，美国《国家周刊》曾表示，《马格尼茨基法案》「不计后果、毫无必要地危害了美俄在重要领域的合作，从阿富汗和中东到国际恐怖主义和核武器扩散」。
2013年7月11日，莫斯科地区刑事法庭根据《俄罗斯联邦刑法典》第199条（组织逃税），缺席定罪了布劳德，並判处9年监禁。马格尼茨基死后被判犯有欺诈罪。2013年5月和7月，国际刑警组织拒绝了俄罗斯内政部关于将布劳德列入搜索名单并将其定位和逮捕的请求，称俄罗斯针对他的案件「主要是政治性的」。
2014年4月，欧洲议会一致通过一项决议，对参与马格尼茨基案的30多名俄罗斯同谋实施制裁；这是议会历史上第一次投票制定公共制裁名单。然而，这次投票只是对欧盟委员会的咨询，該委员会没有对此采取行动。
2017年12月，布劳德被俄罗斯法院缺席审判，被判逃税和故意破产，並判处9年监禁。

2018年5月30日，布劳德在马德里被西班牙警方逮捕，罪名是俄罗斯国际刑警逮捕令。国际刑警组织总书记警告西班牙警方不要执行俄罗斯的逮捕令，他很快就被释放了。布劳德来西班牙是为了向反黑手党检察官乔斯·格林达做简报。 布劳德向他做完简报，回到了英国。

### 2017年向美国参议院司法委员会作证
2017年7月27日，布劳德向美国参议院司法委员会作证，指控俄罗斯干涉2016年美国总统选举对《外国代理商登记法案》和 Fusion GPS 的干涉。后者是位于华盛顿特区的反对派研究公司，委托前军情六处工作人员克里斯托弗·斯蒂尔收集有关唐纳德·特朗普与俄罗斯关系的信息。听证会是为了审查该公司关于涉及《马格尼茨基法案》的法律案件的单独工作。他直接与俄罗斯总统弗拉基米尔·普京进行了直接的讨论。布劳德作证说，普京总统是「俄罗斯最大的寡头，也是世界上最富有的人」，通过威胁俄罗斯寡头获得50% 的利润来积累财富：
我估计，在他执政的17年里，他从这些类型的行动中积累了2000亿美元的非法所得。他把钱存在西方，他在西方的所有资金都有可能暴露在资产冻结和没收之下。因此，他对于找到摆脱马格尼茨基制裁的方法有着重大和非常个人的兴趣。
布劳德在结束发言时回顾了导致美国通过《马格尼茨基法案》的情况：
我希望我的故事能帮助你了解在华盛顿的俄罗斯特工的方法，以及他们如何利用美国的手段来实现重大的外交政策目标，而不会泄露这些利益。我还希望，这个故事和其他类似的故事可能导致未来革命武装力量执行制度的改变。

### 关于俄罗斯经验的书
2015年2月，布劳德出版了一本关于他职业生涯的书，《红色通知: 高金融、谋杀和一个人为正义而战的真实故事》，重点介绍了他在俄罗斯度过的岁月，以及俄罗斯政府对赫米蒂奇资本管理公司的攻击。布劳德对俄罗斯腐败的反应，以及他支持对其律师舍尔盖·马格尼茨基死亡的调查，这些都是本书的核心内容。据报道，一部由威廉·尼科尔森改编的电影于2015年上映。

### Prevezon 民事资产没收案
2013年，美国纽约南部地区检察官办公室根据布劳德提供的信息，对 Prevezon 控股有限公司提起民事资产没收申请，该公司属于俄罗斯商人 Denis Katsyv。Prevezon 和司法部于2017年5月以590万美元结案。
布劳德试图抵制传唤，因为传票会迫使他透露给联邦检察官的信息来源。法院裁定，不要求布劳德遵守在科罗拉多州阿斯彭发出的传票，因为他「没有在阿斯彭定期生活或进行商业交易」，但他被要求遵守在纽约发出的传票，他在纽约的一个电视节目上讨论了他的新书。他于2015年4月被免职。

## 批评

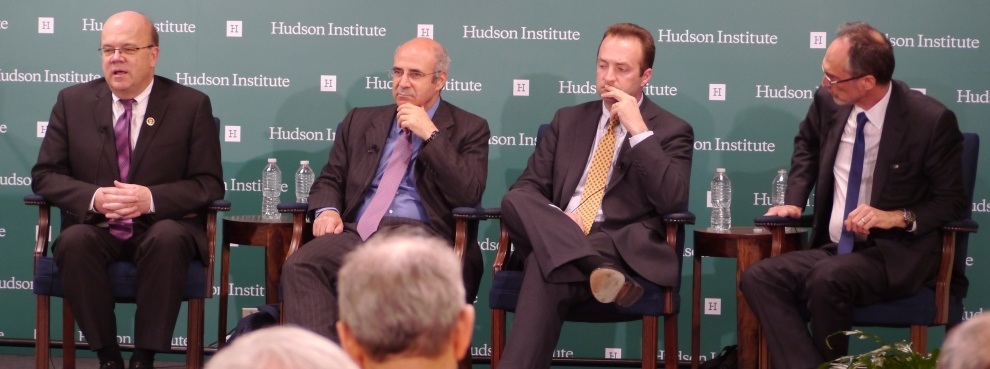
Browder和其他人在2015年由哈德逊研究所主持的演讲

安德烈·尼克拉索夫（Andrei Nekrasov）的一部纪录片《马格尼茨基法案》（Magnitsky Act-Behind The Scenes），「免除了俄罗斯政府对马格尼茨基之死的任何责任」，并声称布劳德是2.3亿美元的退税欺诈案的幕后黑手。这部电影在欧洲和美国由一个包括娜塔莉亚·维斯利尼斯卡娅在内的一个组织的推广。一些欧洲影院放映和一个电视广播的电影取消了威胁布劳德诽谤诉讼。在布劳德的反对下，位于华盛顿特区的新闻博物馆在2016年6月举行了一场由西摩·赫什主持的放映会。达纳·罗拉巴克（R-CA）办公室积极推动筛选工作，向欧洲、欧亚大陆和新兴威胁问题众议院外交事务小组委员会办公室发出邀请。

### 弗拉基米尔·普京在赫尔辛基发表声明
2018年7月16日，在与芬兰赫尔辛基的唐纳德·特朗普总统的联合记者招待会上，俄罗斯总统普京表示，布劳德已经为希拉里·克林顿的2016年总统竞选注入了4亿美元。普京说，美国情报机构的成员陪同并指导了这些交易。这份声明是在普京表示他将允许特别顾问罗伯特·穆勒的团队前往俄罗斯进行调查，只要俄罗斯情报机构能在美国进行调查。
普京表示：
例如，在这个特殊的情况下，我们可以提醒布劳德先生。布劳德先生的商业伙伴在俄罗斯的收入超过15亿美元，在俄罗斯和美国也从未缴纳过任何税款，但这笔钱却逃离了俄罗斯。他们被转移到美国。他们给希拉里·克林顿的竞选活动捐赠了大量的资金——40万美元。后来，俄罗斯总检察长办公室发言人亚历山大·库伦诺伊澄清说，这不是4亿美元，而是40万美元。那是他们的私事。  这可能是合法的捐款本身，但赚钱的方式是非法的。 因此，我们有充分的理由相信，一些情报官员陪同并指导了这些交易。所以我们有兴趣审问他们。
《华盛顿邮报》和《纽约时报》对普京关于资金不足的说法进行了评价，指出没有证据可以证明这一点。比尔·布劳德在他为《时代》杂志（Time）撰写的一篇文章中称，这一指控「荒唐而不真实，以至于它陷入了错觉。」他坚持认为，普京继续指责他对布劳德参与《马格尼茨基法案》的指控是错误的。布劳德还指出，他是英国公民，不再是美国人，因此特朗普将无法回应普京的要求。